# Гаврони (Нижньосілезьке воєводство)
Гаврони (пол. Gawrony, нім. Groß Gaffron) — село в Польщі, у гміні Рудна Любінського повіту Нижньосілезького воєводства.
Населення — 239 осіб (2011).
У 1975-1998 роках село належало до Легницького воєводства.

## Демографія
Демографічна структура станом на 31 березня 2011 року:
|          | Загалом | Допрацездатний вік | Працездатний вік | Постпрацездатний вік |
| -------- | ------- | ------------------ | ---------------- | -------------------- |
| Чоловіки | 123     | 24                 | 87               | 12                   |
| Жінки    | 116     | 23                 | 65               | 28                   |
| Разом    | 239     | 47                 | 152              | 40                   |